# Money and Celebrity
Money and Celebrity è il terzo album del gruppo britannico The Subways, pubblicato nel 2011.

## Tracce
1. It's a Party – 3:26
2. We Don't Need Money to Have a Good Time – 3:12
3. Celebrity – 3:23
4. I Wanna Dance with You – 3:04
5. Popdeath – 3:22
6. Like I Love You – 2:51
7. Money – 3:36
8. Kiss Kiss Bang Bang – 3:00
9. Down Our Street – 2:43
10. Rumour – 3:10
11. Friday – 2:42
12. Leave My Side – 3:08

## Formazione
- Billy Lunn — chitarra, voce, paroliere
- Charlotte Cooper — basso, seconda voce
- Josh Morgan — batteria